# Vilarinho de São Roque
Vilarinho de São Roque é uma aldeia que pertence à freguesia da Ribeira de Fráguas, concelho de Albergaria-a-Velha. É a aldeia mais serrana e interiorizada do concelho. Boa parte da sua estrutura urbana está situada numa encosta virada a nascente. O rio Fílveda moldou de forma bastante dura, a orografia da região, por exemplo a montante, nos Pisões, e na aldeia, a área do Regatinho.
A espaço territorial na qual Vilarinho têm influência direta confina a norte com a freguesia de Palmaz, (Oliveira de Azeméis) e nascente com a freguesia de Silva Escura, (Sever do Vouga).

## História
A região onde se insere Vilarinho é habitada pelo Homem desde tempos imemoriais. A fecundidade deste espaço físico, associada à sua privilegiada localização em termos defensivos, terá sido decisiva para a fixação humana neste território.
A poente do lugar poucas centenas de metros são necessárias calcorrear para atingirmos um ponto com o sugestivo nome de CRASTO.
Ora este topónimo por muito comum que seja em Portugal, leva-nos para o provável primitivo locus do povoamento da região. A primeira alusão a este lugar aparece nas Inquirições de Afonso III, - 1258 - surge como pertencente a Julgado de Figueiredo, provavelmente inserido na freguesia de Palmaz, sendo designado como Vilarinho de Baixo, ao lado de outros lugares vizinhos como: Campo e Telhadela.  
O segundo documento escrito conhecido onde Vilarinho é mencionado, trata-se do Foral de Figueiredo e Bemposta, passado em Lisboa por D. Manuel I a 15 de Agosto de 1514. Neste documento surge: “(...) doutro muynho Amtonyo pirez de vilarinho huum cabrito.”

## Toponímia
Vilarinho, diminutivo de vilar. No caso concreto o topónimo Vilarinho começou por ser simples, posteriormente passou a ser composto, como veremos.
Em 1689, surge pela primeira vez  com o topónimo composto, Vilarinho de Mouros, justamente devido à proximidade com o Cabeço dos Mouros, situado a poente da aldeia.
Decorridos 19 anos, a aldeia surge descrita com o topónimo, Vilarinho de Baixo.
Corria o ano de 1758, quando foram publicadas as famosas “Memórias Paroquiais”. No item consagrado à paróquia da Ribeira de Fráguas, Vilarinho surge novamente na sua forma simples, “Vilarinho que tem quinze”, (vizinhos ou fogos).
Em 1775, o nome Vilarinho de Mouros, continuava a imperar, isto a julgar pelo inquérito  que o Bispo da novel Diocese de Aveiro, D. António Freire Gameiro de Sousa, (1774 – 1799), ordenou a todas as paróquias do Bispado.

## Património
- Centro de atividades de Vilarinho de São Roque
- Capela de São Roque
- Moinho do Regatinho
- Açude de Lavoura
- Alminhas
- Carreiro do Tendal

## Evolução populacional
| Ano       | 1755 | 1863 | 1911 | 1940 | 1960 | 1970 | 1881 | 1991 |
| População | 52   | 51   | 83   | 154  | 146  | 161  | 143  | 146  |

## Lenda local
Diz a lenda que em tempos idos, Vilarinho achou-se ocupado pelos Mouros. Ora as gentes da aldeia, espavoridas, reuniram o que de mais valioso tinham e fugiram, procurando refugio no Cabeço de São Tiago. Dispostos a lutar pela sua terra mas em grande desvantagem numérica e bélica, as gentes de Vilarinho reuniram os seus rebanhos, ataram archotes e velas aos chifres dos animais, rezaram e invocaram a proteção do Apóstolo São Tiago e pela noite dentro acenderam os archotes e as velas e tocaram os rebanhos na direção de Vilarinho. Ora os Mouros, que se encontravam no Cabeço dos Mouros, viram sair do Cabeço de São Tiago aquilo que eles presumiam ser um numeroso e formidável exército em sua direção. Amedrontados, os Mouros, fugiram deixando tudo para trás. Vilarinho viu-se assim livre dos Mouros, protegido pelos seus rebanhos e por São Tiago.

## Aldeia de Portugal
Com o intuito de promover o desenvolvimento sustentável de zonas rurais peculiares, bem como a preservação das suas paisagens e do seu património cultural, a rede turística nacional “Aldeias de Portugal” em parceria com a Câmara Municipal de Albergaria-a-Velha e a ADRITEM, promoveu a elevação de Vilarinho de São Roque a “Aldeia de Portugal”, título que ostenta desde 2012.